# Citroën C-Zero
La Citroën C-Zero è una vettura elettrica della casa automobilistica francese Citroën prodotta dal 2010 al 2019. Il veicolo è stato sviluppato in collaborazione con la Mitsubishi Motors Corporation e condivide l'impostazione anche con il modello Peugeot iOn.

## Descrizione
Con la C-Zero e la gemella iOn, il Gruppo PSA rafforza ulteriormente la sua partnership con Mitsubishi, cominciata già qualche anno prima con la progettazione in comune del trittico di SUV Outlander-C-Crosser-4007. La presentazione della piccola Citroën elettrica si ha al Salone dell'automobile di Bruxelles nel gennaio del 2010, mentre la commercializzazione inizia esattamente un anno dopo, all'inizio del 2011.

### Caratteristiche e dotazioni
La vettura presenta, come le sue due sorelle, una linea monovolume ad uovo, simile a quella della più piccola Smart Fortwo, che però è una vettura mossa da un tradizionale motore endotermico, e che per di più ha solo 2 posti e 3 porte, mentre la C-Zero ha 5 porte e due file di posti a sedere, ed è totalmente a trazione elettrica. I fari anteriori sono a goccia e quelli posteriori sviluppati in altezza ed il parabrezza è assai ampio, in modo da permettere un ampio raggio di visibilità.
Internamente la C-Zero è omologata per quattro posti e dispone di un piccolo bagagliaio. La vettura vanta una dotazione di serie comprendente: ABS, ESP, controllo di trazione, 6 airbag, alzavetri elettrici, climatizzatore, cerchi in lega, fendinebbia, impianto stereo con lettore CD e presa USB, kit vivavoce Bluetooth, divano frazionabile e servosterzo ad incidenza variabile in funzione della velocità.
La C-Zero è disponibile in due soli allestimenti, Airdream e Seduction, caratterizzati dalla dotazione di serie appena descritta. L'unica opzione variabile è rappresentata dalla presenza del climatizzatore (Seduction) e dal colore della carrozzeria, a scelta del cliente.

### Motore
La C-Zero è un veicolo totalmente alimentato ad elettricità e possiede un motore a magnete permanente che produce 47 kW o 64 CV da 3000 a 6000 giri/min. Tale motore è sistemato posteriormente, e va ad agire sulle ruote posteriori, facendo della C-Zero la prima Citroën a trazione posteriore del nuovo millennio e la prima autovettura Citroën a trazione posteriore dopo 77 anni.
Il motore è alimentato da batterie di ultima generazione, agli ioni di litio, poste al centro del veicolo composte da 88 celle da 50 Ah.
Per ricaricare le batterie occorre collegare un apposito cavo a una presa di 220 V, ma con una disponibilità di corrente di 16 Ampere. Una ricarica al 100% richiede 6 ore (carica lenta), ma si può raggiungere il 30% della ricarica in mezzora. È prevista la possibilità di carica rapida con apposita stazione (colonnine esterne in corrente continua) che consente di ripristinare l'autonomia all'80% in 30 minuti.
L'auto è molto semplice da utilizzare poiché si guida come una normale city car, al posto dell'indicatore del carburante si trova un indicatore della carica. Inoltre, le caratteristiche del motore elettrico, che rende disponibile la coppia massima già al minimo, rende superflua la presenza di un cambio di velocità. È tuttavia presente un selettore di modalità di marcia, simile ad una leva del cambio. Tra le altre tecnologie presenti sulla C-Zero va ricordato il sistema di recupero dell'energia in frenata.

### Prestazioni
Per quanto riguarda la velocità massima, la Casa dichiara una punta di 130 km/h, con un'accelerazione da 0 a 100 km/h coperta in 15.9 s, e con un'autonomia massima di 150 km, ottenibile con un'andatura di tipo economico, vale a dire con il pedale dell'acceleratore sempre a metà corsa. In caso di andatura più spinta l'autonomia diminuisce sensibilmente.

## Motorizzazioni
| Modello                | Disponibilità | Motore    | Potenza       | Coppia Massima | 0–100 km/h (secondi) | Velocità max (Km/h) |
| Full Electric Airdream | dal debutto   | Elettrico | 49 Kw (67 Cv) | 180            | 15.9                 | 130                 |

## Produzione
A causa dell'elevato prezzo a fronte di prestazioni tutto sommato modeste (soprattutto per quanto riguarda l'autonomia) e del tipo di vettura, i dati di vendite si sono rivelati assai deludenti (solo 932 esemplari in due anni). Pertanto, nell'agosto del 2012, la casa francese ha deciso inizialmente di interrompere la commercializzazione della vettura, ma è stata ripresa nel 2013 con un prezzo nettamente inferiore. La produzione, in ogni caso, era già cessata: si trattava a quel punto di vendere tutti gli esemplari prodotti. A seconda dei mercati di destinazione, tale processo ha richiesto anche diversi anni. In Italia, la C-Zero scompare dal listino addirittura nell'ottobre del 2019.